# خسوس گارای
خسوس گارای (به اسپانیایی: Jesús Garay) بازیکن فوتبال اهل اسپانیا است که از سال ۱۹۵۳ تا ۱۹۶۲ میلادی عضو تیم ملی فوتبال اسپانیا بوده و در ۲۹ بازی ملی حضور داشته‌است. او در بازی‌های ملی‌اش ۱ گل به ثمر رساند.